# Digital Connectivity
Digital Connectivity, es un documental sobre la banda de metal industrial Fear Factory. Fue publicado poco antes de su separación en 2001.
El DVD presenta la historia de la banda hasta el lanzamiento del álbum "Digimortal".
Con más de 80 minutos de duración, el DVD cuenta con imágenes nunca antes vistas de la banda en sus inicios, imágenes raras de conciertos de la década de gira mundial de la banda, fotos que cubren cada fase de la evolución de Fear Factory, todos los videos, ocho pistas de audio (pistas inéditas y caras B raras), la discografía completa, incluidos todos los lanzamientos en la historia de la banda y la historia definitiva de Fear Factory escrita por Burton C. Bell.
Incluye un reportaje de Channel Ten mostrando imágenes de fanáticos destruyendo el recinto tras el anuncio de que la banda no tocaría, Cazares, recordó lo siguiente:
"Para nosotros fue una sorpresa total. Cuando vimos lo que estaba pasando, pensé: '¡Mierda!' Nunca había provocado un disturbio antes (ni había provocado que nadie provocara disturbios) y no lo podía creer, pero luego me di cuenta de lo apasionada que estaba la gente por ver a la banda. Fue triste que Burt perdiera la voz y la gente se enterara tarde. Cuando llegaron al lugar y se enteraron, se desató el infierno y destrozaron el lugar".

## Lista de canciones
| N.º | Título                                                                                        | Duración |  |
| 1.  | «Martyr» (filmado en vivo en el Dynamo Open Air Festival en Eindhoven, Holanda – 1993)        | 5:54     |  |
| 2.  | «Scapegoat» (filmado en vivo en el Dynamo Open Air Festival en Eindhoven, Holanda – 1993)     | 4:35     |  |
| 3.  | «Scumgrief» (filmado en vivo en el Dynamo Open Air Festival en Eindhoven, Holanda – 1993)     | 3:54     |  |
| 4.  | «Demanufacture» (filmado en vivo en The Forum en Kent, Londres - gira Machines of Hate, 1996) | 4:05     |  |
| 5.  | «Self Bias Resistor» (grabado en vivo para el Headbangers Ball de MTV RU, Londres, 1996)      | 6:29     |  |
| 6.  | «Replica» (videoclip)                                                                         | 4:02     |  |
| 7.  | «Dog Day Sunrise» (filmado en vivo en The Warehouse en Toronto – 1996)                        | 4:22     |  |
| 8.  | «Shock» (filmado en vivo en el Club Citta en Japón – 1999)                                    | 6:35     |  |
| 9.  | «Edgecrusher» (filmado en vivo en el Club Citta en Japón – 1999)                              | 3:59     |  |
| 10. | «Resurrection» (videoclip)                                                                    | 3:34     |  |
| 11. | «Cars» (videoclip)                                                                            | 3:02     |  |
| 12. | «What Will Become?» (filmado en vivo en House of Blues - 2001)                                | 6:09     |  |
| 13. | «Damaged» (filmado en vivo en el Festival de Reading en Inglaterra - 2001)                    | 3:19     |  |
| 14. | «Linchpin» (videoclip)                                                                        | 3:31     |  |
| 15. | «Digimortal» (filmado en vivo en la Ópera de Toronto, 2001)                                   | 3:10     |  |

## Canciones extra
| N.º | Título                            | Duración |  |
| 16. | «Frequency»                       | 3:02     |  |
| 17. | «Machine Debaser»                 | 4:16     |  |
| 18. | «Demolition Racer»                | 0:50     |  |
| 19. | «Edgecrusher» (Urban Assault Mix) | 4:33     |  |
| 20. | «Descent» (Falling Deeper Mix)    | 4:36     |  |
| 21. | «Cyberdyne»                       | 4:28     |  |
| 22. | «Transgenic»                      | 5:47     |  |
| 23. | «Refueled»                        | 4:37     |  |

## Créditos
- Burton C. Bell - voz solista, notas del documental
- Dino Cazares - guitarra
- Andrew Shives - bajo (pistas 1 y 2)
- Christian Olde Wolbers - bajo
- Raymond Herrera - batería